# Blepharita variegata
Blepharita variegata là một loài bướm đêm trong họ Noctuidae.